# Montrose Manor
 (juillet 2025).
Montrose Manor est une census-designated place située dans le comté de Berks, dans l’État de Pennsylvanie, aux États-Unis. Lors du recensement de 2020, elle compte 717 habitants.